# Trasmiras
Trasmiras é um município da Espanha na província de Ourense, comunidade autónoma da Galiza. Tem 56,74 km² de área e em 2021 tinha 1 261 habitantes (densidade: 22,2 hab./km²).

## Demografia
| Variação demográfica do município entre 1991 e 2004 | Variação demográfica do município entre 1991 e 2004 | Variação demográfica do município entre 1991 e 2004 | Variação demográfica do município entre 1991 e 2004 |
| --------------------------------------------------- | --------------------------------------------------- | --------------------------------------------------- | --------------------------------------------------- |
| 1991                                                | 1996                                                | 2001                                                | 2004                                                |
| 2306                                                | 1914                                                | 1829                                                | 1786                                                |